# خانه خدا خواست تسلیمی
خانه خدا خواست تسلیمی مربوط به دوره قاجار است و در شیراز، محله لب آب، کوچه چاوشها، پلاک ۳ واقع شده و این اثر در تاریخ ۱۰ خرداد ۱۳۸۲ با شمارهٔ ثبت ۸۹۸۰ به‌عنوان یکی از آثار ملی ایران به ثبت رسیده است.